# Batalla de Le Castella
Le Castella va ser espectador entre les tropes de Guillem Estendart, capità de les tropes angevines de Carles II d'Anjou que va decidir reconquerir totes les terres perdudes, i Roger de Llúria, que es trobava a Messina, va ser cridat per a defensar Rocca Imperiale, als territoris amenaçats.
Guillem Estendart va veure les naus enemigues que feien escala en el golf, i va apostar per una emboscada en la platja, però ho va fer tan precipitadament, que en lloc d'agafar per sorpresa als sicilians, va ser sorprès i atacat per la cavalleria siciliana de Roger de Lluria, sent ferit i fet presoner.